# Засолювання

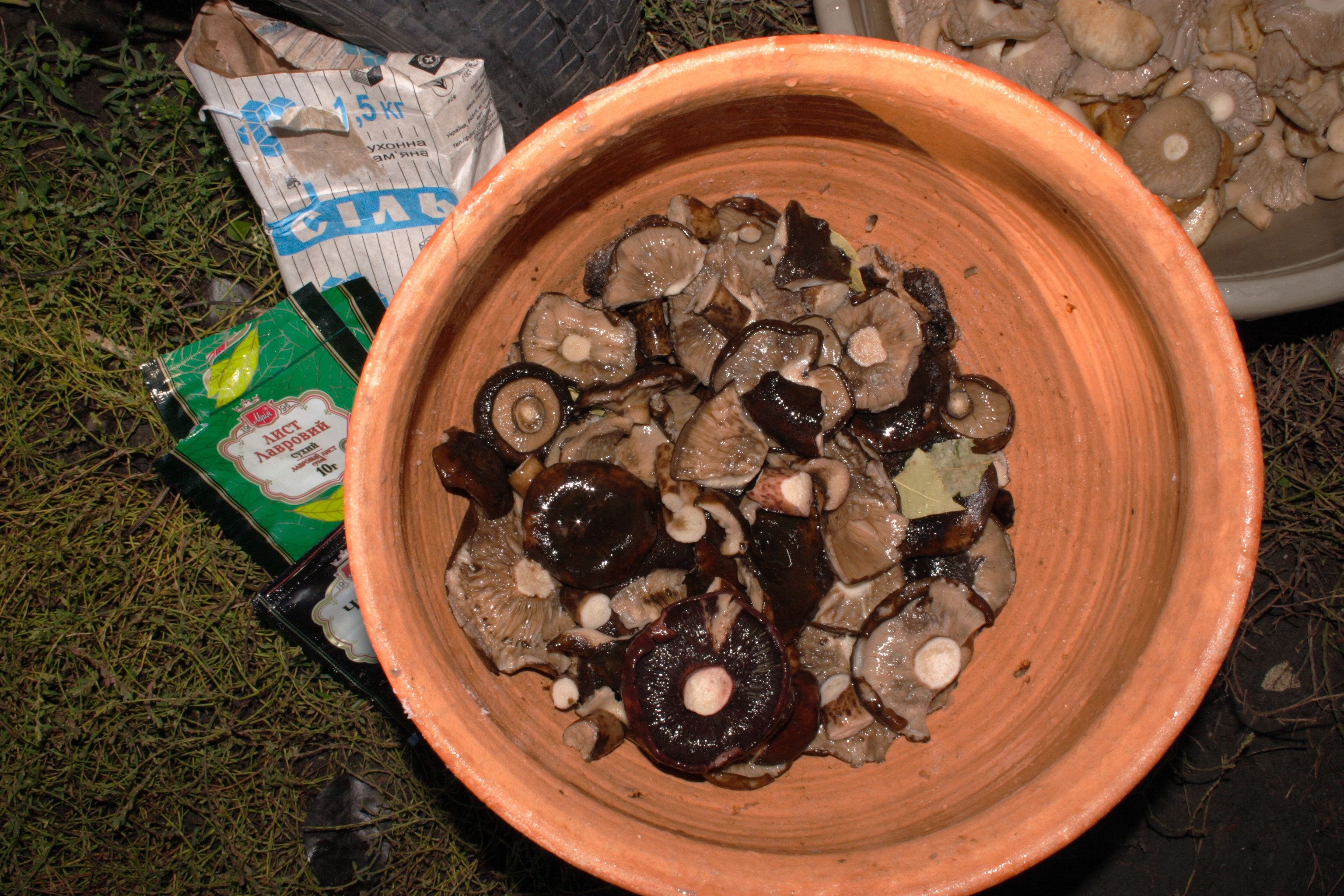
Засолювання оливково-чорного хряща-молочника

Засо́лювання, засі́л, засо́лення, солі́ння, (діалектне) маринува́ння — спосіб консервування за допомогою засолювальних речовин: солі, цукру, нітриту натрію, харчових фосфатів і аскорбату натрію.
Високий вміст солі в середовищі призводить до дегідратації клітин внаслідок високого осмотичного тиску соляних розчинів, що таким чином виводять воду з клітин. Це ускладнює розвиток бактерій і плісняви, продукти життєдіяльності яких роблять їжу неїстівною для людини або призводять до псування нехарчових продуктів.

## Засолювання харчових продуктів

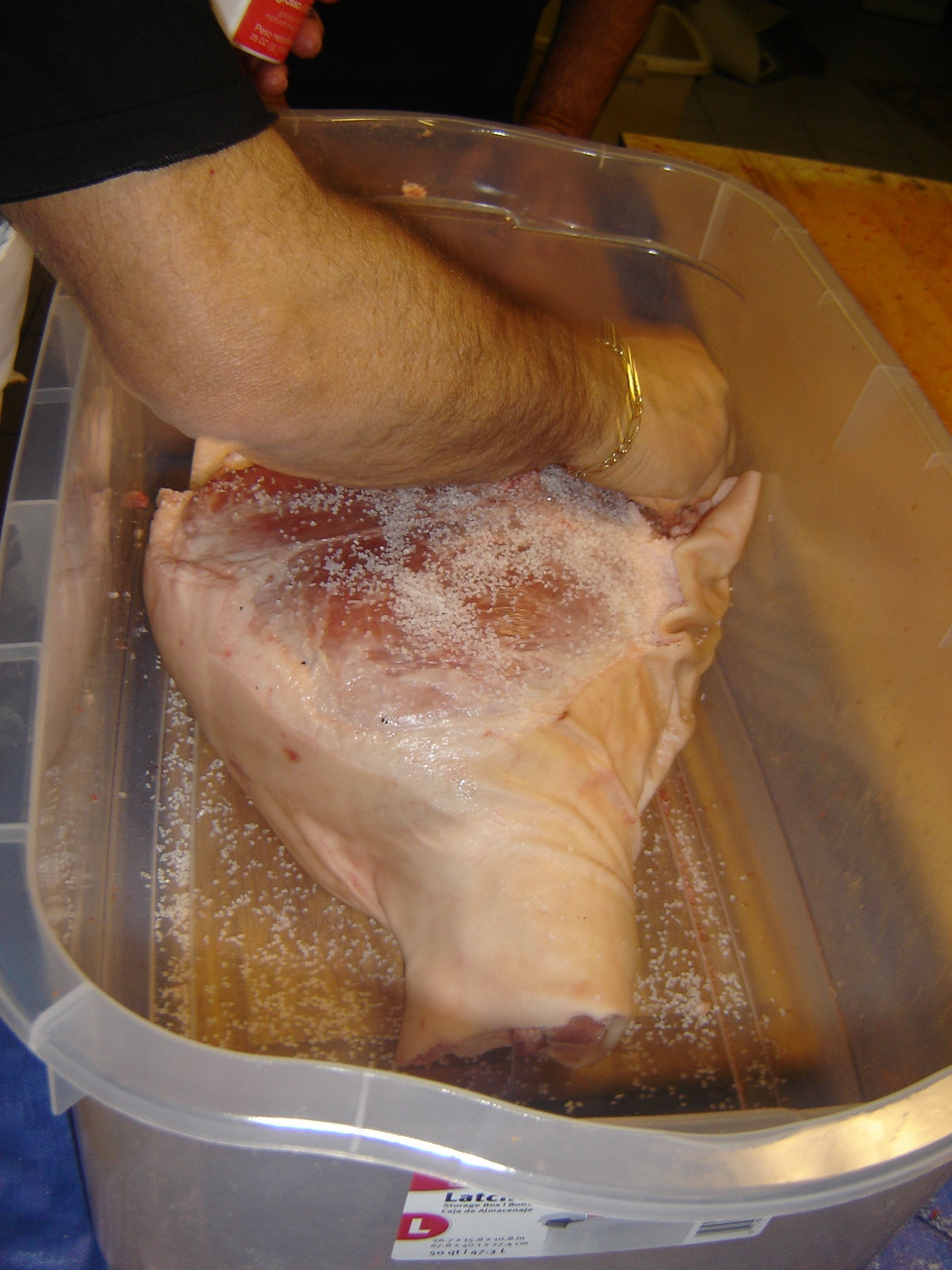
Засолювання м'яса для приготування прошуто

Засолюють рибу, м'ясо, гриби і овочі, а також інші плоди (кавуни) і коріння.
У Східній Європі традиційно популярні солоні огірки. Засолювання може доповнюватися обробкою продуктів кислотами, високою температурою, холодом, сушінням і деякими іншими способами консервування.
Див.також: Ракфіск — особливий вид засолювання риби в Норвегії.

## Засолювання овочів

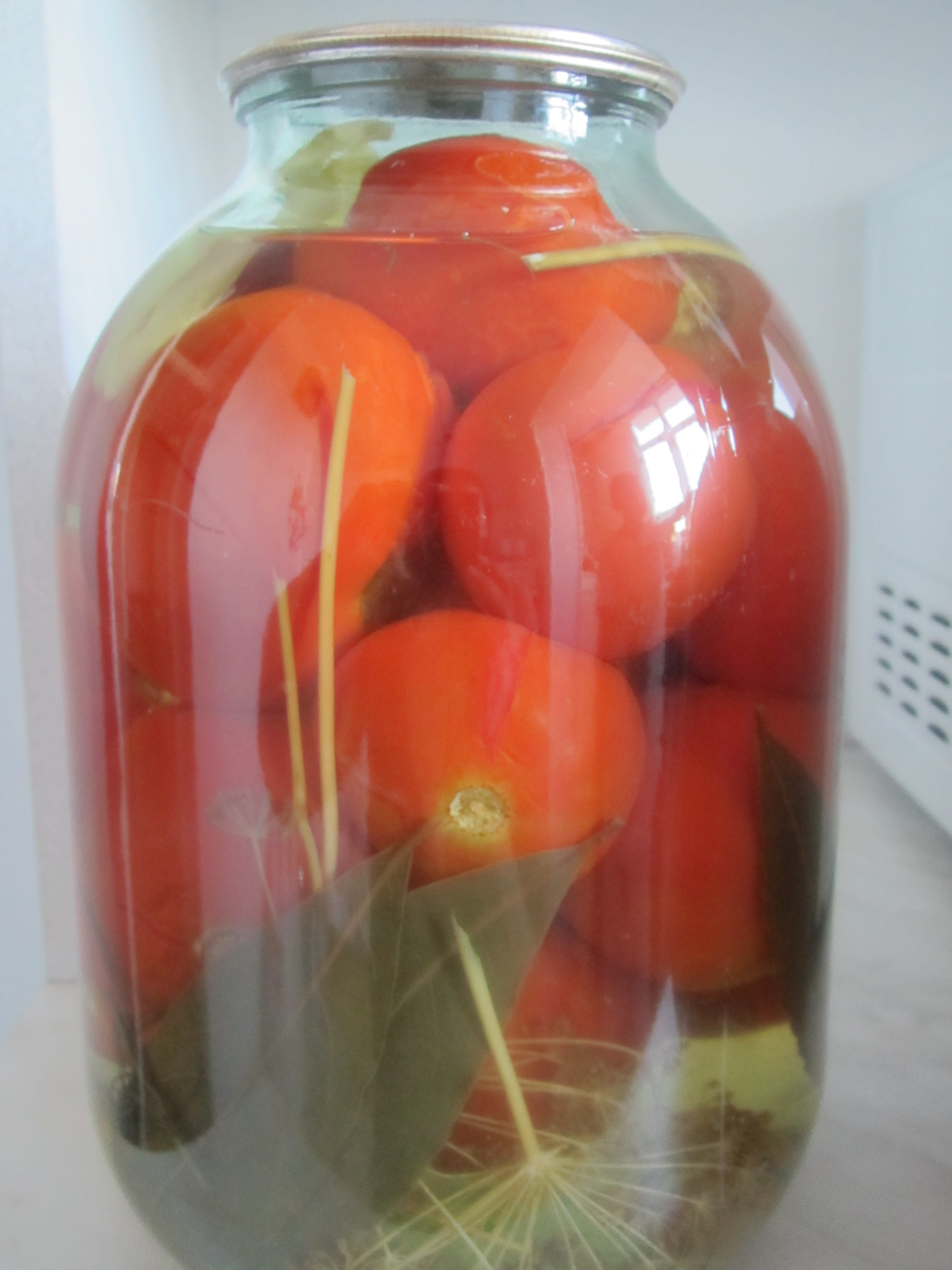
Засолені помідори

Суть засолювання полягає в тому, що висока концентрація солі заважає розвитку мікроорганізмів.

### Рецепт соління огірків
Для соління вибирають зелені свіжі огірки правильної форми, непошкоджені, бажано одного розміру. Якщо огірки трохи прив'яли, то перед засолюванням їх необхідно витримати 4-5 год у холодній воді. Огірки, спеції і тару потрібно старанно вимити. Для виготовлення розсолу в 10 літрах чистої води розводять 500г солі. Смак огірків значно покращиться і вони краще будуть зберігатися, якщо в розсіл на кожні 10л води додати 1л оцту. На дно тари кладуть 1/3 частину всіх необхідних спецій, потім половину огірків, після чого знову кладуть 1/3 спецій і половину огірків, зверху кладуть останню частину спецій, що залишились. Огірки складають щільними рядами, а не насипом. При менш щільному укладанні огірків вони виходять пересоленими. Укладені огірки заливають розсолом, закривають чистою тканиною і притискають дерев'яним кружком, на який ставлять тягар 8-10 кг, щоб огірки та спеції не спливали на поверхню і залишають на два-три дні у приміщенні з кімнатною температурою. Потім ємності з огірками виносять для зберігання в погріб або підвал. Зберігають огірки при температурі +1-+4 °C.